# Pottia barbuloides
Pottia barbuloides là một loài Rêu trong họ Pottiaceae. Loài này được (Durieu ex Schimp.) Husn. miêu tả khoa học đầu tiên năm 1885.